# Facia
Facia, rezbarska in kiparska delavnica, ki je delovala v Polhovem Gradcu koncem 17. in v prvi polovici 18. stoletja.
Družina Facia se je vpisala v razvoj slovenskega baroka s tremi imeni: z očetom Matejem (okrog 1670–1738) ter sinovoma Antonom (1706–1750) in Gregorjem (1710–1741). Najpomembnejša dela njihove delavnice so štirje oltarji v  župnijski cerkvi Marijinega rojstva v Polhovem Gradcu (1746), pripisujejo pa ji tudi glavni oltar v cerkvi sv. Petra v Dvoru pri Polhovem Gradcu (1739) in plastiko sv. Roka v cerkvi Marijinega vnebovzetja na Lesnem Brdu.
V času nastanka glavnega polhograjskega oltarja je bil oče Matej že mrtev, zato bi zasnovo oltarja smeli pripisati sinovoma. Oltar je v baročnem kiparstvu na Slovenskem izjemna stvaritev: dinamično kompozicijo bogati množica figur in ornamentike, ki prekriva skoraj vso oltarno arhitekturo; vendar so štirje kipi stoječih svetnikov, sodeč po robatem izgledu, verjetno delo ljubljanskega kiparja Henrika Mihaela Löhra. Obrazi so na glavnem oltarju v Dvoru mehkejši, gube oblačil plapolajo mirneje. Oba oltarja imata v prostor razgiban nastavek z množico predrokokojskih mrežastih in jermenastih okraskov. Lahko bi rekli, da je dvorski oltar nekaka predstopnja za polhograjsko mojstrovino.